# Edmond de Biéville
Charles-Henri-Étienne-Edmond Desnoyers de Biéville (Parigi, 30 maggio 1814 – Parigi, 1º gennaio 1880) è stato un drammaturgo e giornalista francese.

## Biografia
Edmond Desnoyers de Biéville è il figlio di Charles Adrien Desnoyers e Anne Raison Le Duc de Biéville (figlia del gestore dell'hotel Le Duc de Biéville), nonché fratello di Fernand Desnoyers. Allievo della Scuola Militare di Saint-Cyr nel 1832, iniziò poi, con lo pseudonimo di "Edmond de Bieville” (che in seguito ha ottenuto il permesso di portare), nei vaudevilles, che hanno fornito principalmente il repertorio di scene di genere. Scrisse alcune opere teatrali con Emmanuel Théaulon e Narcisse Fournier, poi fece amicizia con Eugène Scribe e Jean-François Bayard, di cui divenne uno dei più assidui collaboratori. In tutto, ha prodotto una cinquantina di opere teatrali che sono state rappresentate al Gymnase, al Vaudeville, alle Varietés, al Palais-Royal, alla Gaîté, alle Folies-Dramatiques, all'Opéra-Comique, al Théâtre-Français.
Nel 1856, in sostituzione di Matharel de Fiennes, scrisse drammatici reportages per il quotidiano Le Siècle fino alla sua morte, quando fu stroncato in pochi giorni da un'infiammazione al torace. Appartenne alla Società degli Autori Drammatici. Al cimitero di Montmartre, dove fu sepolto, parlarono Eugène Labiche e Oscar Comettant, seguiti dal pastore Dide, che pronunciò un discorso elogiandone il coraggio durante l'assedio del 1870-1871: nonostante l'età, fece il servizio, ma perse i suoi due figli, uno dei quali aveva diciannove anni. Era il fratello del poeta Fernand Desnoyers (1826-1869).
Secondo Francisque Sarcey, "Biéville conosceva il teatro come nessun altro. Dotato di una memoria prodigiosa, conosceva perfettamente tutto il repertorio della Restaurazione e del regno di Luigi Filippo. Charles Monselet fu molto meno clemente:
(Charles Monselet, Le Temps)

## Opere

### Teatro
- 1836: L'Homéopathie, commedia-vaudeville in un atto con Narcisse Fournier;
- 1837: Sans nom! ou Drames et Romans, mystère-folie-vaudeville in un atto con Emmanuel Théaulon;
- 1837: De l'or! ou le Rêve d'un savant, commedia in un atto mista a distici con Jean-François Bayard;
- 1838: La Vie de garçon, commedia-vaudeville in 2 atti, con Paul Duport;
- 1839: Geneviève la blonde, commedia-vaudeville in 2 atti con Bayard;
- 1840: Les Enfants de troupe, commedia in 2 atti mista a canti, con Bayard;
- 1841: Le Flagrant Délit, commedia-vaudeville in un atto, con Armand d'Artois;
- 1842: Talma en congé, vaudeville in un atto con Charles Redier;
- 1843: Le Héros du marquis de quinze sous, commedia-vaudeville in tre atti, con Armand d'Artois;
- 1844: Au bord de l'abîme, ou Un roman à la mode, commedia-vaudeville in un atto con Fournier;
- 1845: La Contrebasse, vaudeville in un atto;
- 1845 : Les Couleurs de Marguerite, commedia-vaudeville in 2 atti con Bayard;
- 1845: La Gardeuse de dindons, commedia-vaudeville in tre atti, con Achille d'Artois, musica originale di Eugène Dejazet;[7]
- 1847: La Sirène du Luxembourg, ou l'Amour et la Police, commedia-vaudeville in 2 atti;
- 1848: La Femme blasée, commedia-vaudeville con Fournier;
- 1848 : Éric ou le Fantôme, dramma in 3 atti con Fournier;
- 1849: L'Année prochaine, ou Qui vivra verra, commedia-vaudeville in un atto con Bayard;
- 1852: Los dansores espagnolas, jocosa toquadillas in un atto con Bayard;
- 1852: Une poule mouillée, vaudeville in un atto con Bayard;
- 1852: Le Fils de famille, commedia-vaudeville in 3 atti con Bayard;
- 1856: Les Fanfarons du vice, commedia in 3 atti con Dumanoir;